# Dominik Grajner
Dominik Grajner (ur. 1980) – polski skoczek spadochronowy, instruktor spadochronowy AFF, pilot szybowcowy, samolotowy, paralotni, coach tunelowy oraz uczestnik rekordu Polski i świata.

## Działalność sportowa
Działalność sportową Dominika Grajnera podano za: Jan Isielenis, Archiwum Sekcji Spadochronowej Aeroklubu Gliwickiego. Brak numerów stron w książce
Członek sekcji spadochronowej Aeroklubu Gliwickiego. W 2007 zaczął swoją przygodę ze skokami. Swój pierwszy skok wykonał 7 września 2007 z samolotu An-2P SP-AOI, wysokość skoku: 1000 m, metoda: Na linę ze spadochronem typu: Falcon uczestnicząc w kursie podstawowym, który był organizowany w Aeroklubie Gliwickim, przez sekcję spadochronową, na gliwickim lotnisku. Dalej kontynuował szkolenie pod okiem instruktora Jana Isielenisa. Natomiast szkolenie w tunelu aerodynamicznym głównie pod okiem Tomasza Wojciechowskiego. W 2010 uzyskał świadectwo kwalifikacji skoczka spadochronowego. Uczestnik Rekordu Polski Head Down w formacji 13-way. Podczas Baltic Wingsuit Meet – Elbląg, uczestniczył w ustanowieniu rekord świata największej formacji AWF (Airplane Wingsuit Formation). 
Został członkiem Klubu Tysięczników Aeroklubu Gliwickiego, skupiającego skoczków mających na swoim koncie ponad 1000 skoków. Swój 1000. skok wykonał 27 kwietnia 2018 na gliwickim lotnisku.
Posiada uprawnienia do:
- wykonywania samodzielnych skoków spadochronowych oraz do samodzielnego układania czaszy głównej
- wykonywania skoków na pokazach
- pełnienia funkcji wyrzucającego z pokładu statku powietrznego
- samodzielnego organizowania skoków
- skoków w terenie przygodnym
- wykonywania skoków nocnych
- INS(AFF).

Na swoim koncie ma 1700+ wykonanych skoków ze spadochronem. Czasem skacze w kombinezonie winguist oraz formacjach freefly.
Jest pilotem szybowcowym, samolotowym i paralotni latając w Aeroklubie Śląskim. Uprawia także inne dyscypliny sportu m.in. żeglarstwo, nurkowanie, wspinaczkę górską, narciarstwo.

### Osiągnięcia sportowe
Osiągnięcia sportowe w spadochroniarstwie Dominika Grajnera podano za: Jan Isielenis, Archiwum Sekcji Spadochronowej Aeroklubu Gliwickiego. Brak numerów stron w książce
- 2009 – 30–31 maja Spadochronowe Mistrzostwa Śląska 2009 – Gliwice. Klasyfikacja indywidualna (celność lądowania – spadochrony szkolne): VIII miejsce – Dominik Grajner (92 m)[3].

- 2011 – 29 maja Spadochronowe Mistrzostwa Śląska 2011 – Gliwice. Klasyfikacja indywidualna (celność lądowania – spadochrony szybkie): IV miejsce – Dominik Grajner (7 m)[4].

- 2011 – 1 października w miejscowości Prostějov (Czechy) skoczkowie spadochronowi z Aeroklubu Gliwickiego ustanowili klubowy rekord w tworzeniu formacji wieloosobowych. Rekord, to formacja zbudowana z 16. skoczków w składzie: Dominik Grajner, Mariusz Bieniek, Zbigniew Izbicki, Krzysztof Szawerna, Bartłomiej Ryś, Michał Marek, Jan Isielenis, Tomasz Laskowski, Joachim Hatko, Tomasz Wojciechowski, Szymon Szpitalny, Mirosław Zakrzewski, Tomasz Kurczyna, Danuta Polewska, Piotr Dudziak, Łukasz Geilke[5].

- 2012 – 2 czerwca Spadochronowe Mistrzostwa Śląska 2012 – Gliwice. Klasyfikacja indywidualna (celność lądowania – spadochrony szybkie): V miejsce – Dominik Grajner (24,30 m)[6].

- 2013 – 15 czerwca Spadochronowe Mistrzostwa Śląska 2013 – Gliwice. Klasyfikacja indywidualna (celność lądowania – spadochrony szybkie): VIII miejsce – Dominik Grajner (22,88 m)[7].

- 2015 – 5–6 czerwca Speed Star Slovakia n.g. 6. ročník – Slavnica (Słowacja)[b]. Klasyfikacja zespołowa: II miejsce – Szybkie Szakale: Dominik Grajner, Mariusz Bieniek, Krzysztof Szawerna, Joachim Hatko, Szymon Szpitalny i Peter Novak (kamera).

- 2015 – 25 września ustanowiono Rekord Polski Head Down – Piotrków Trybunalski. Udział w tworzeniu rekordowej formacji 13-way plus 2 kamery, brał udział m.in. Dominik Grajner. Skład formacji: Marcin Sen, Jozef Nocka, Jarosław Banasiewicz, Beata Masłowska, Yeti Maciej Michalak, Marek Nowakowski, Marco Marcopolo, Grzegorz Kowalik, Radosław Kuczyński, Dominik Grajner, Tomasz Wojciechowski, Grzegorz Szusta, Rafał Popławski, Przemysław Zdziech (kamera), Łukasz Hahn (kamera), pilot Piotr Jafernik. Rekord został pobity w 5. skoku...[8].

- 2015 – 27 września Spadochronowe Mistrzostwa Śląska 2015 – Gliwice. Klasyfikacja indywidualna (celność lądowania – spadochrony szybkie): IV miejsce – Dominik Grajner (5,20 m)[9].

- 2015 – 23–24 października Speed Star - Soutěž ve formaci HVĚZDA – Prostějov (Czechy). Klasyfikacja zespołowa: I miejsce – „Szybkie Szakale”: Dominik Grajner, Mariusz Bieniek, Krzysztof Szawerna, Joachim Hatko, Szymon Szpitalny, Tomasz Wojciechowski i Tymoteusz Tabor (kamera)[10].

- 2016 – 30 kwietnia 10-Way Speed Star, Klatovy 2016. Klasyfikacja zespołowa: VIII miejsce – Szybkie Szakale: Dominik Grajner, Mariusz Bieniek, Krzysztof Szawerna, Joachim Hatko, Bartłomiej Ryś, Michał Marek, Szymon Szpitalny, Paweł Rey, Łukasz Bryła, Małgorzata Solnica, Andrzej Bartłomowicz (kamera)[c].

- 2016 – 4 października III Tunelowe Mistrzostwa Polski (FLYSPORT OPEN INDOOR CHAMPIONSHIP 2016 VERTICAL FORMATION SKYDIVING – Mirosławice. Kategoria VFS4: IV miejsce – „Balance”: Dominik Grajner, Tomasz Wojciechowski, Przemysław Zdziech i Grzegorz Ciesielski (średnia punktów 13,0).

- 2016 – 9 października Speed–Star – Zawody spadochronowe Antek – Gliwicka Gwiazda 2016 – Gliwice. Klasyfikacja zespołowa: I miejsce – Szybkie Szakale – Gliwice: Dominik Grajner, Mariusz Bieniek, Krzysztof Szawerna, Joachim Hatko, Bartłomiej Ryś i Tymoteusz Tabor (kamera). Wynik – 45,07.

- 2016 – 29 października Międzynarodowe Zawody Speed-Star – Prostejov (Czechy). Klasyfikacja zespołowa: I miejsce – Szybkie Szakale: Dominik Grajner, Bartłomiej Ryś, Mariusz Bieniek, Krzysztof Szawerna, Joachim Hatko, Szymon Szpitalny, Tymoteusz Tabor (kamera)[11][12][13][14].
- 2017 – 1–4 marca XXI Puchar Polski Para-Ski i Wielobój spadochronowy Związku Polskich Spadochroniarzy – Bielsko-Biała/Szczyrk. XII miejsce – Dominik Grajner (Balance). Klasyfikacja (narciarstwo): VII miejsce – Dominik Grajner. Klasyfikacja indywidualna (pływanie): XIII miejsce – Dominik Grajner. Klasyfikacja indywidualna (strzelanie): XX miejsce – Dominik Grajner. Klasyfikacja indywidualna wielobój „spadochrony szybkie”: XI miejsce – Dominik Grajner. Klasyfikacja indywidualna Para-Ski spadochrony szybkie: VII miejsce – Dominik Grajner[15].
- 2017 – 30 kwietnia–1 maja 10-Way Speed Star, Klatovy 2017. Klasyfikacja zespołowa: X miejsce – Szybkie Szakale: Dominik Grajner, Mariusz Bieniek, Krzysztof Szawerna, Joachim Hatko, Bartłomiej Ryś, Leszek Tomanek, Tomasz Wojciechowski, Robert Krawczak, Szymon Szpitalny, Tomasz Burza i Bartosz Dyjeciński[16].
- 2017 – 30 września II Zawody Speed–Star – Zawody spadochronowe Antek – Gliwicka Gwiazda 2017 – Gliwice. Klasyfikacja zespołowa: I miejsce – „Szybkie Szakale” – Gliwice: Krzysztof Szawerna, Bartłomiej Ryś, Szymon Szpitalny, Dominik Grajner, Joachim Hatko i Tymoteusz Tabor (kamera). Wynik – 51,32.
- 2017 – 28 października Międzynarodowe Zawody Speed-Star – Prostejov (Czechy). Klasyfikacja zespołowa: I miejsce – Szybkie Szakale: Bartłomiej Ryś, Mariusz Bieniek, Krzysztof Szawerna, Joachim Hatko, Dominik Grajner, Szymon Szpitalny i Tomasz Burza (kamera) (skok 1: 1,77 s, skok 2: 7,85 s, skok 3: 7,38 s, skok 4: 8,90 s, suma 25,90 s)[17].
- 2018 - 29 września III Zawody Speed–Star – Zawody spadochronowe Antek – Gliwicka Gwiazda 2018. Klasyfikacja zespołowa: I miejsce – Szybkie Szakale – Gliwice: Dominik Grajner, Bartłomiej Ryś, Mariusz Bieniek, Krzysztof Szawerna, Joachim Hatko i Szymon Szpitalny (kamera).
- 2019 – 31 maja SpeedStar Slovakia Open n.g. 10. ročník 2019 – Slavnica (Słowacja). Klasyfikacja zespołowa: I miejsce – „Gliwickie Szakale”: Dominik Grajner, Joachim Hatko, Mariusz Bieniek, Monika Locińska, Paweł Mostowski, Danuta Polewska, Leszek Tomanek, Szymon Szpitalny i Wojciech Kielar (kamera))[18].
- 2019 – 28 września Międzynarodowe Zawody Speed-Star – Prostejov (Czechy). Klasyfikacja zespołowa: I miejsce – Szybkie Szakale: Dominik Grajner, Mariusz Bieniek, Bartłomiej Ryś, Tomasz Wojciechowski, Joachim Hatko, Szymon Szpitalny i Wojciech Kielar (kamera)[19][20].
- 2020 – 3 października Międzynarodowe Zawody Speed-Star – Prostejov (Czechy). Klasyfikacja zespołowa: I miejsce – Szybkie Szakale: Dominik Grajner, Mariusz Bieniek, Bartłomiej Ryś, Tomasz Wojciechowski, Joachim Hatko, Szymon Szpitalny i Wojciech Kielar (kamera)[21][22][23][24].
- 2021 – 28 sierpnia podczas Baltic Wingsuit Meet – Elbląg, ustanowiono rekord świata największej formacji AWF (Airplane Wingsuit Formation). Udało się stworzyć formację 17 osób plus kamerzysta z samolotem – razem 18. Skoki oddano z dwóch samolotów Turbo Finist SMG-92. W rekordzie uczestniczyli: Piotr Walasek LO 1, Ossio Daniel LO 2 Szwajcaria, Janusz Paliszek–Saładyga, Michał Poradowski, Jakub Mijakowski, Sebastian Konopka, Dariusz Kobyłecki, Dorota Kankowska, Dawid Winczewski, Busch Christian Niemcy, Schmidt Gerald Niemcy, Hutchinson Charlie Wielka Brytania, Paweł Kowal, Dominik Grajner, Michał Brosig, Marek Skowron Finlandia, Mariusz Ozga, Tomasz Nowicki (kamera). Piloci samolotów: Bartłomiej Ledwon, Marcin Winiarski[1].

## Galeria

Dominik Grajner
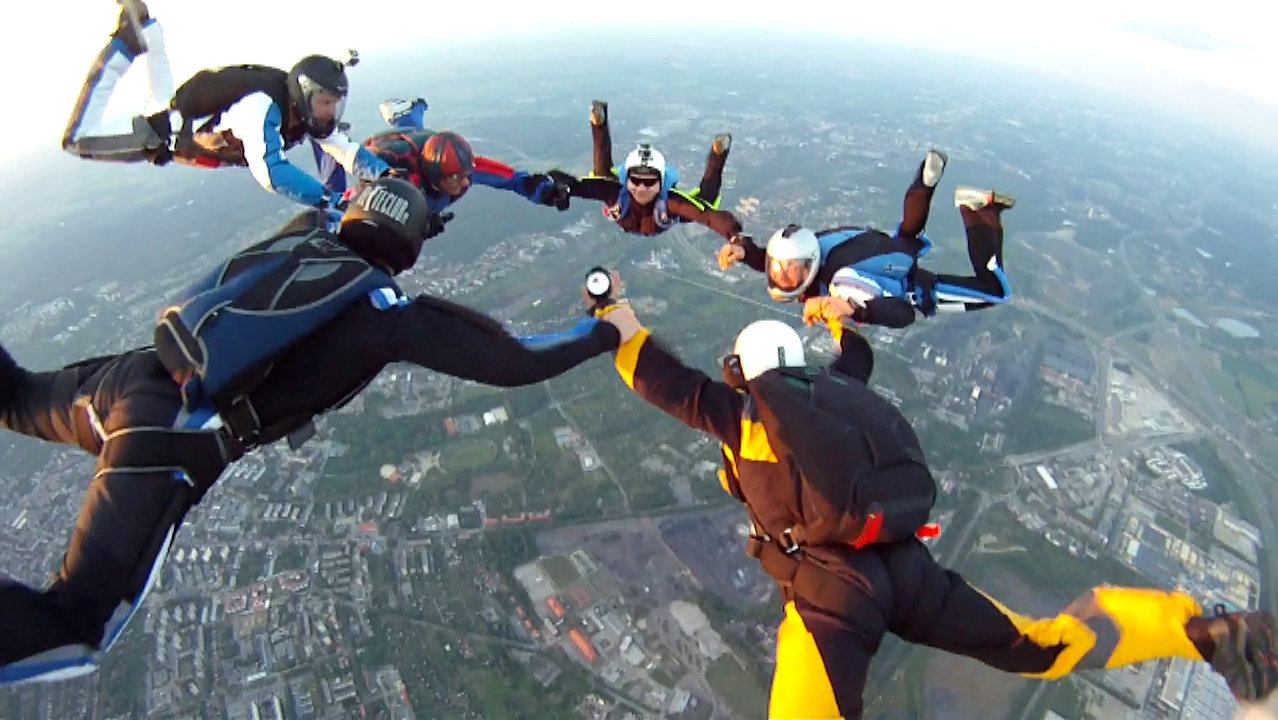
RW-6, od lewej: Michał Marek, Dominik Grajner, Jan Isielenis, Krzysztof Wilk, Jerzy Wojtas, Wojciech Kielar – Sekcja Spadochronowa Aeroklubu Gliwickiego (maj 2012)
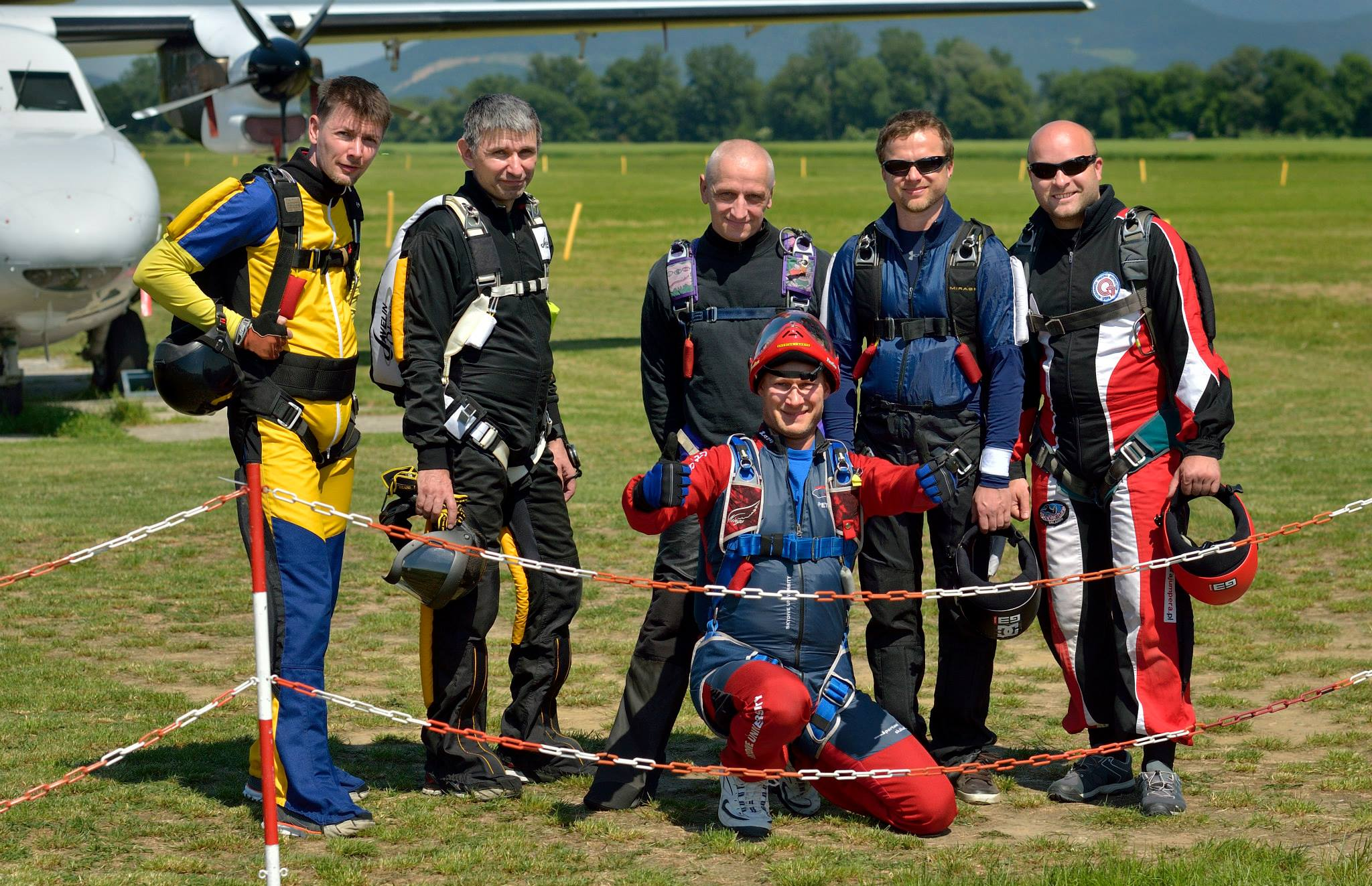
SpeedStar Slovakia-Slavnica 2015. II miejsce – „Szybkie Szakale” (Mariusz Bieniek, Krzysztof Szawerna, Joachim Hatko, Szymon Szpitalny, Dominik Grajner i Peter Novak (kameraman) (czerwiec 2015)
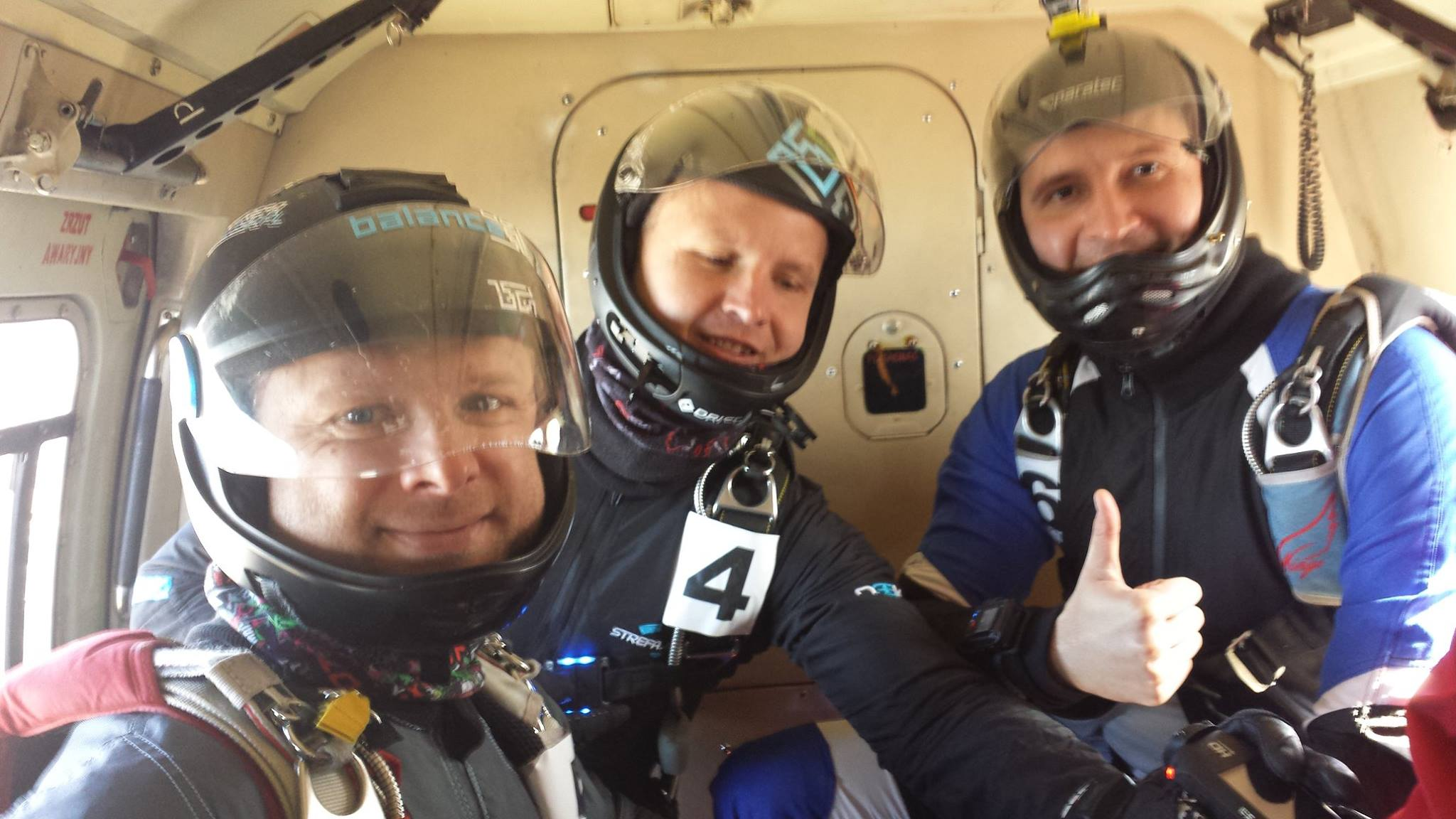
PZL W-3 Sokół, XXI Puchar Polski Para-Ski - Szczyrk/Bielsko-Biała 2017. Dominik Grajner (Balance), Tomasz Wojciechowski (Balance), Tymoteusz Tabor (18bpd) (marzec 2017)
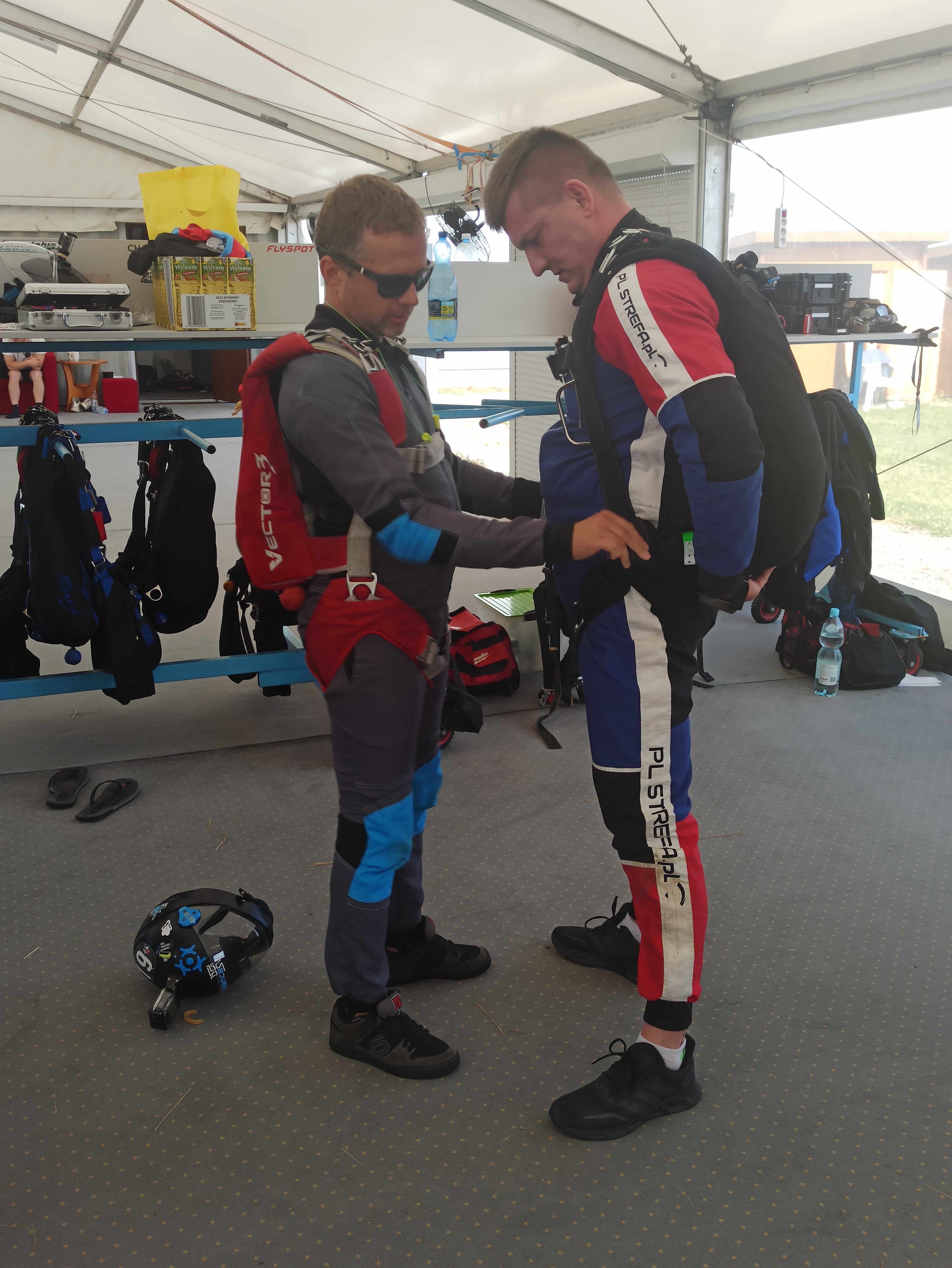
Instruktor AFF Dominik Grajner sprawdza studenta AFF przed skokiem (lipiec 2022)